# Strelitzia nicolai
Strelitzia nicolai là một loài thực vật có hoa trong họ Strelitziaceae. Loài này được Regel & K.Koch miêu tả khoa học đầu tiên năm 1858.

## Hình ảnh

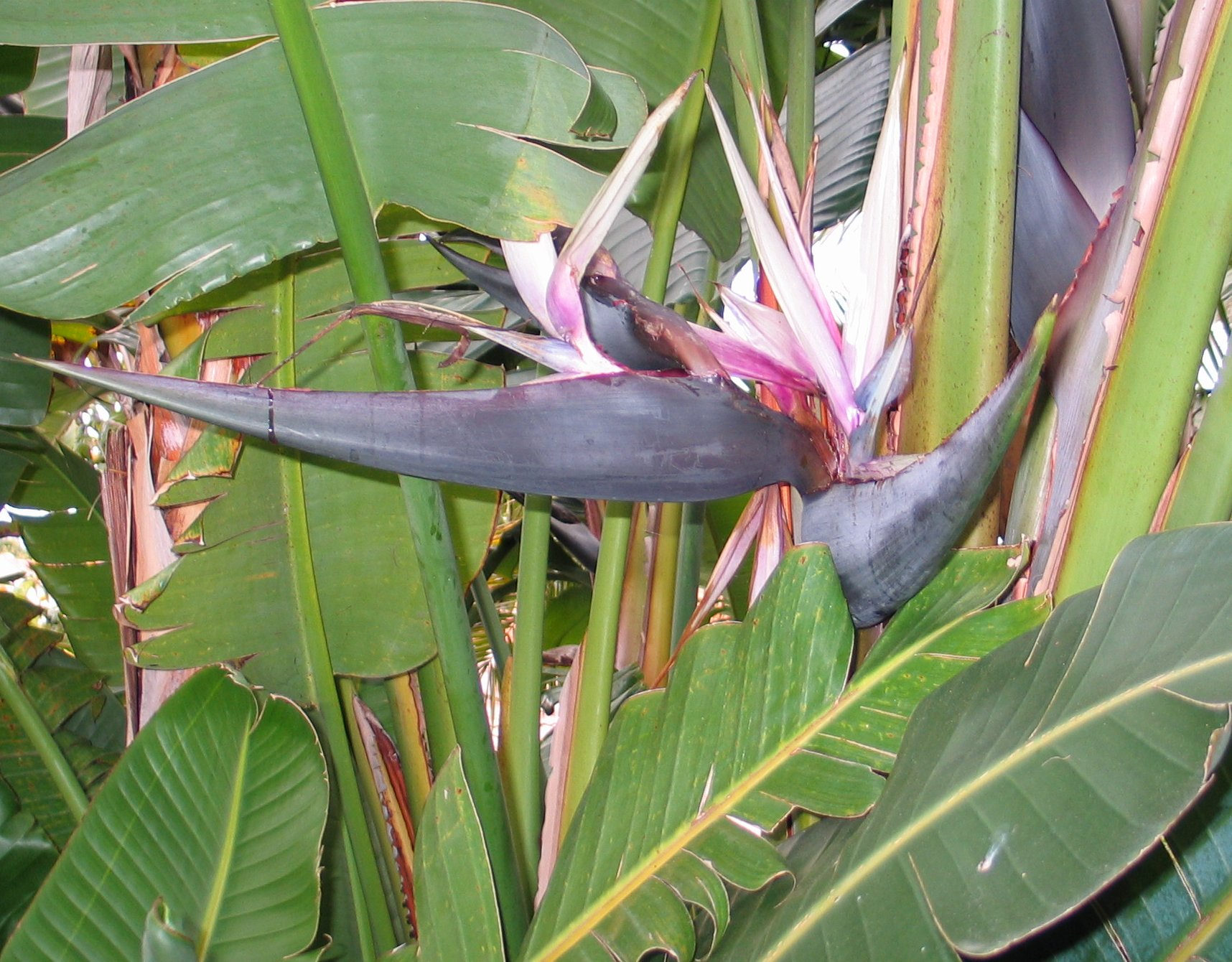
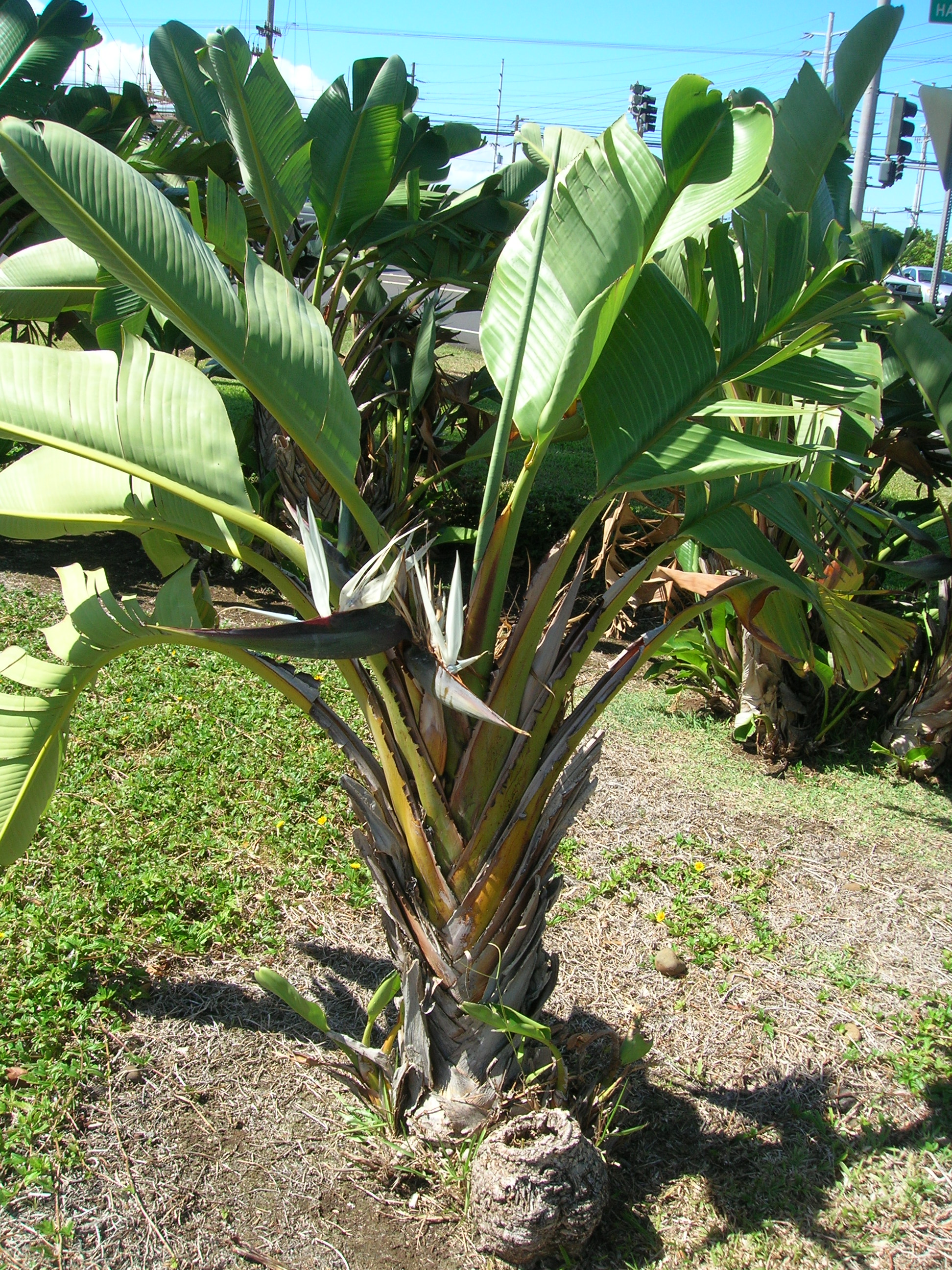
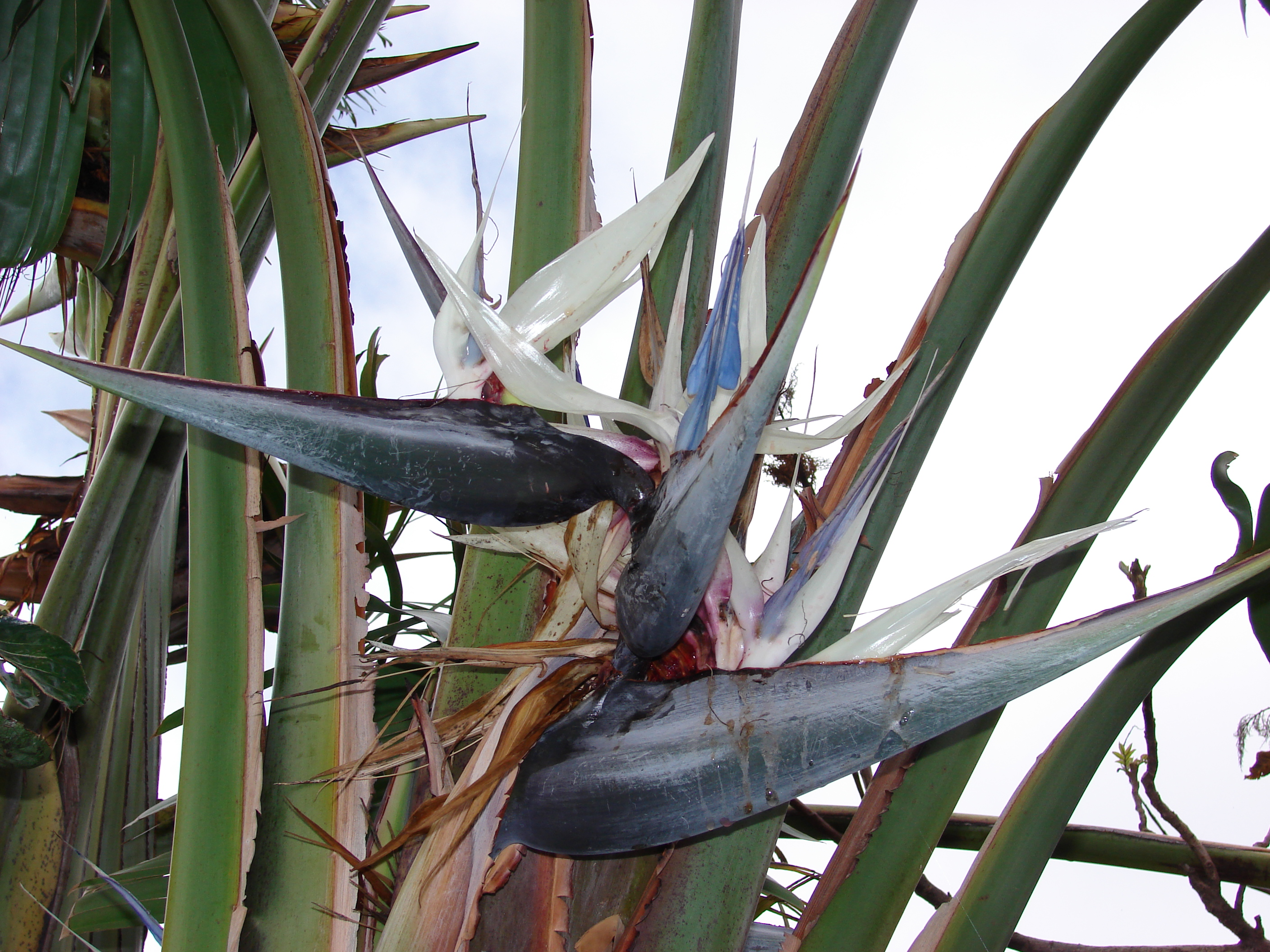
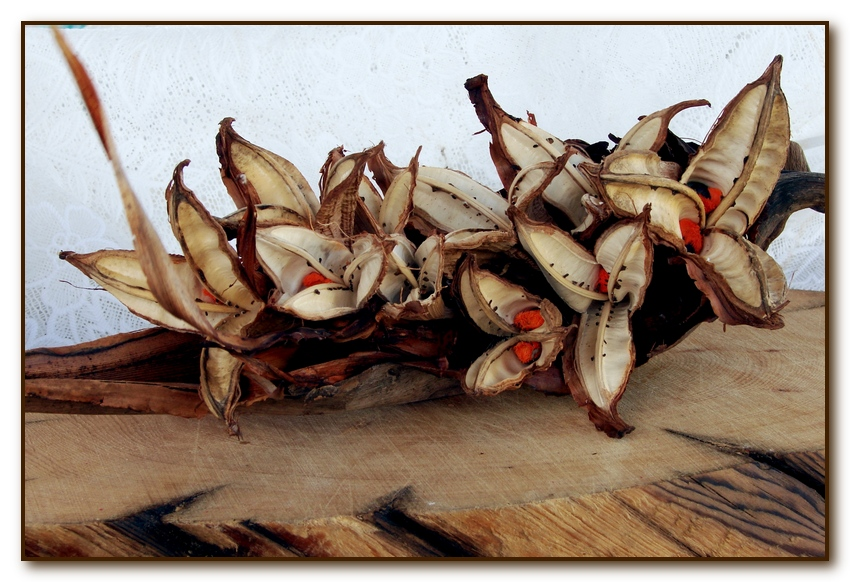